# NGC 4641
NGC 4641 ist eine Linsenförmige Galaxie mit ausgedehnten Sternentstehungsgebieten vom Hubble-Typ S0 im Sternbild Jungfrau auf der Ekliptik. Sie ist schätzungsweise 88 Millionen Lichtjahre von der Milchstraße entfernt und hat einen Durchmesser von etwa 35.000 Lichtjahren. Unter der Katalognummer VCC 1955 wird sie als Mitglied des Virgo-Galaxienhaufens geführt. 

Im selben Himmelsareal befinden sich die Galaxien NGC 4640, IC 3672, IC 3684, IC 3710.
Das Objekt wurde am 17. April 1887 von Lewis A. Swift entdeckt.